# Dalek I Love You
Dalek I Love You fue una banda británica de synth pop y post-punk de la década de 1980. Fue fundada en diciembre de 1977 por Alan Gill (guitarra eléctrica y voz), David Balfe (bajo eléctrico, sintetizador y coro), David Hughes (teclado electrónico) y Chris Teepee.

## Historia

### Raíces: Mr. McKenzie y Radio Blank
A mediados de la década de 1970, Alan Gill, Keith Hartley y David Balfe, tres residentes en Thingwall, península de Wirral (Merseyside) formaban parte de una banda llamada Mr. McKenzie, cuyo nombre fue cambiado por ellos a Radio Blank, en noviembre de 1976, influenciados por el punk que en ese entonces estaba emergiendo e influenciando a muchos jóvenes. El grupo estaba compuesto por Alan Gill en la guitarra, Keith Hartley en la voz y la guitarra, David Balfe en el bajo y los teclados y Stephen Brick en la batería. 
La banda tocaba material propio y maquetas como You've Really Got Me y Peaches, de The Stranglers, aunque solo dio 15 conciertos, cinco de ellos, en el Eric's Club de Liverpool. Durante 1977, Gill y Balfe comenzaron a desinteresarse por el punk, disolviendo la banda en octubre de ese año, para dedicarse a algo más experimental.

### Primeros años
Influenciados por Kraftwerk, Alan Gill y David Balfe forman Dalek I Love You, en diciembre de 1977. El origen del nombre vino de las opciones que tenían Gill y Balfe de llamar a la banda: al primero se le ocurrió el nombre de "Darling I Love you" y el último el nombre de "The Daleks" (en referencia a los villanos de Doctor Who); así que ambos decidieron mezclar los nombres llamándose así, Dalek I Love You. Otros miembros fundadores eran Dave Hughes en los teclados y Chris Teepee.
A mediados de 1978, Balfe se va para unirse a Big in Japan. En agosto, la banda crece, ingresando The Worm, nombre artístico de Gordon Hon, en los poemas, Max The Actor en los poemas, Martin Cooper en el saxofón, Andy McCluskey, de The Id, en el bajo eléctrico y la voz y Ken Peers. La alineación dura poco, pues, en septiembre, McCluskey se va para reunirse con su compañero de The Id, Paul Humphreys, y formar con él Orchestral Manoeuvres in the Dark (OMD); y en octubre, solo Gill y Hughes quedan como únicos miembros. 
Enseguida, el dúo firma con Inevitable Records, donde graba, aunque para atraer un poco al sello Phonogram Records, la maqueta Freedom Fighters, lo que hace que este intento de atracción se cumpla, siendo la banda firmada por Phonogram. Sin embargo, en esta compañía discográfica hubo algunos problemas, como el del deseo de cambio de los acordes de Freedom Fighters y la disminución del nombre de la banda a Dalek I, por parte del sello.
El 16 de julio de 1979, Dalek I lanza su primer sencillo, Freedom Fighters, que contenía la canción homónima en la cara A y Two Chameleons en la cara B. Le siguieron los sencillos The World y Dalek I Love You (Destiny), lanzados el 2 de octubre de 1979 y el 1 de mayo de 1980, respectivamente, por Back Door, sello subsidiario de Phonogram.
El 24 de mayo de 1980, Dalek I lanza su álbum debut, Compass Kump'ass, el cual es positivamente criticado, pero sin obtener éxito comercial. Por aquel tiempo, Alan Gill era el único miembro permanente de la banda, manteniendo el nombre de Dalek I Love You, mientras Dave Hughes se iba a integrar en OMD y formar Godot, con el ex-Radio Blank Keith Hartley. Después del lanzamiento del álbum, Gill se fue a formar parte de The Teardrop Explodes, reemplazando a Mick Finkler.

### Reformación
Después de su corta estadía en The Teardrop Explodes, Gill reforma Dalek I Love You, en 1981, con el lanzamiento del sencillo Heartbeat, el 28 de febrero de ese año. En ese entonces, Gill era el único miembro de la banda y contaba con colaboradores para el sencillo, como Hugh Jones en la voz, Chris Hughes en la batería y Chucka Russo en la voz.

## Discografía

### Sencillos
- Freedom Fighters/Two Chameleons (como Dalek I) (julio de 1979).
- The World/We Are All Actors (como Dalek I) (octubre de 1979).
- Dalek I Love You (Destiny) (como Dalek I) (mayo de 1980).
- Heartbeat/Astronauts (Have Landed On The Moon) (28 de febrero de 1981).
- Holiday In Disneyland (15 de julio de 1982).
- Ambition (18 de septiembre de 1983).
- Horrorscope (1983).

### Álbumes
- Compass Kump'ass, (como Dalek I) (1980).
- Dalek I Love You (1983).
- Naive (como Dalek I) (1985).